# Quantisierung (Physik)
Quantisierung ist bei der theoretischen Beschreibung eines physikalischen Systems der Schritt, bei dem Ergebnisse, Begriffe oder Methoden der klassischen Physik so abgeändert werden, dass quantenphysikalische Beobachtungen am System richtig wiedergegeben werden. Unter anderem soll dadurch die Quantelung vieler messbarer Größen erklärt werden, z. B. das Vorliegen bestimmter diskreter Energiewerte bei den Anregungsstufen eines Atoms.
Ab 1900, zu Beginn der Quantenphysik, bedeutete Quantisierung im Wesentlichen, dass nach einer Berechnung von Prozessen und Zuständen  gemäß der klassischen Physik noch bestimmte zusätzliche Regeln anzuwenden waren, mit denen diejenigen Ergebnisse ausgeschlossen wurden, die den Beobachtungen widersprachen. Diese phänomenologischen Regeln, die aus der klassischen Physik nicht begründet werden können, kennzeichnen die älteren Quantentheorien, unter ihnen z. B. das Bohrsche Atommodell. 
Werner Heisenberg und Erwin Schrödinger fanden 1925/26 dann unabhängig voneinander Vorschriften zum Aufstellen von quantenmechanischen Bewegungsgleichungen für ein physikalisches System. Mit Hilfe dieser Vorschriften wurden die Grundbegriffe und Grundgleichungen der klassischen Mechanik so modifiziert, dass aus den entsprechende Berechnungen die quantenphysikalischen Beobachtungen richtig vorhergesagt wurden. Obwohl die Vorschriften von Heisenberg und Schrödinger zunächst sehr verschieden erscheinen, haben sie eine gemeinsame mathematische Grundlage, die als kanonische Quantisierung bezeichnet wird. Mit ihr begann die Entwicklung der heutigen Quantenmechanik. 
Die kanonische Quantisierung lässt sich in etwas modifizierter Form auch auf physikalische Felder anwenden. Dies wurde ab 1927 zur Grundlage der Quantenfeldtheorie. Zur Unterscheidung, ob klassische Teilchensysteme oder klassische Felder quantisiert werden, wurden die Begriffe erste oder kanonische Quantisierung und zweite Quantisierung eingeführt.

## Entwicklung

### Ältere Quantentheorie (1900–1925)
Die erste Regel zur Quantisierung wurde 1900 von Max Planck angegeben, um mit den Mitteln der klassischen statistischen Physik das Spektrum der Wärmestrahlung berechnen zu können. Diese damals als Quantenhypothese bezeichnete Regel lautet: Der Energieaustausch zwischen Materie und elektromagnetischer Strahlung der Frequenz {\displaystyle \nu }  findet nur in Quanten der Größe {\displaystyle h\nu } statt, d. h., er ist gequantelt. Darin ist die Konstante {\displaystyle h} die Planck-Konstante.
Die Vorstellung, dass es ein harmonischer Oszillator ist, dem das elektromagnetische Feld Energie zuführt oder abnimmt, leitet zur Aussage, dass er nicht mit beliebig wählbarer Energie angeregt sein kann, sondern nur Zustände mit diskreten äquidistanten Energieniveaus im Abstand {\displaystyle \Delta E=h\nu } besitzt. Diese Auswahl aus dem Kontinuum der klassisch erlaubten Zustände lässt sich aus der allgemeineren  Annahme herleiten, jeder Zustand beanspruche im Phasenraum ein Volumen der Größe {\displaystyle h} (pro Raumdimension). Gleichbedeutend ist die Forderung, das Phasenintegral eines Zustands könne für jede Koordinate nur ganzzahlige Vielfache von {\displaystyle h} annehmen (Bohr-Sommerfeldsche Quantenbedingung):
{\displaystyle \oint p\,dq=nh}, ({\displaystyle n=0,\,1,\,2\,\ldots })
Darin ist {\displaystyle q} eine (verallgemeinerte) Ortskoordinate und {\displaystyle p} der zugehörige (kanonische) Impuls, kanonisch im Sinne der klassischen Mechanik in der Formulierung in der  Hamiltonschen Mechanik oder im Lagrange-Formalismus.

### Quantenmechanik (ab 1925)
Die Quantenmechanik modifiziert die Hamiltonsche Mechanik dahingehend, dass die kanonisch konjugierten Orts- und Impulskoordinaten nicht mehr Zahlenwerten („c-Zahl“ für „classical number)“ entsprechen, sondern Operatoren („q-Zahl“ für „quantum number“). Diese Modifikation wird auch erste Quantisierung oder kanonische Quantisierung genannt.
Die Hamilton-Funktion wird dadurch zum Hamilton-Operator. Solche Größen heißen Observablen, ihre möglichen Messwerte sind durch die Eigenwerte des zugehörigen Operators gegeben, die je nach Operator kontinuierlich oder diskret verteilt (gequantelt) sein können. Die Abweichungen von den Ergebnissen der klassischen Mechanik ergeben sich dadurch, dass diese Operatoren in Produkten nicht miteinander vertauschbar sind. Insbesondere wird die Bohr-Sommerfeldsche Quantenbedingung als Näherung erhalten.

### Quantenelektrodynamik (ab 1927)
Die Quantenelektrodynamik geht von den klassischen Feldgleichungen (hier den Maxwell-Gleichungen) in hamiltonscher Form aus und quantisiert sie nach dem Vorbild der 1. Quantisierung. Aus den Operatoren für die Feldstärke und dem zugehörigen kanonischen Impuls lassen sich Auf- und Absteigeoperatoren bilden, die die Energie des Feldes um jeweils {\displaystyle h\nu \ (=\hbar \omega )} verändern. Darin ist {\displaystyle \hbar } die reduzierte Planck-Konstante und {\displaystyle \omega } die Kreisfrequenz.
Dies erfolgt methodisch analog zu den Orts- und Impulsoperatoren des harmonischen Oszillators, aus denen die Auf- und Absteigeoperatoren für die Energienoveaus folgen, hat hier aber die Bedeutung einer Vermehrung oder Verminderung der Anzahl der Photonen, d. h. der Feldquanten des elektromagnetischen Feldes. In gewissem Sinne wird hier also die Teilchenzahl selber zu einer quantentheoretischen Messgröße (Observable) mit gequantelten Eigenwerten, weshalb für das ganze Verfahren die Bezeichnung 2. Quantisierung gebraucht wird.

### Andere Quantenfeldtheorien (ab 1934)
Da nicht nur Photonen, sondern alle Teilchen erzeugt und vernichtet werden können, werden sie in der Quantenfeldtheorie als Feldquanten ihrer jeweiligen Felder behandelt. Falls für die Hamilton-Funktion (bzw. Lagrange-Funktion) des betreffenden Feldes keine klassischen Vorbilder existieren, wird diese in Form eines Ansatzes an den Anfang der theoretischen Behandlung gestellt. Die Quantisierung erfolgt nach dem Vorbild der Quantenelektrodynamik, indem Auf- und Absteigeoperatoren eingeführt werden. Sie werden hier als Erzeugungs- bzw. Vernichtungsoperator bezeichnet.
Die Vertauschungsregeln, denen sie genügen, werden festgelegt:
- entweder wie in der Quantenelektrodynamik als Kommutatoren, dann ergeben sich die Feldquanten als Bosonen,
- oder mit einem Vorzeichenwechsel als Antikommutatoren, dann ergeben sich die Feldquanten als Fermionen.

Dieses Verfahren wird als kanonische Feldquantisierung bezeichnet.

### Deformationsquantisierung (ab 1970er)
Die Deformationsquantisierung (auch Phasenraumformulierung der Quantenmechanik) ist eine Quantisierungsmethode, bei der durch Deformation der zugrundeliegenden Geometrie, durch Ersetzen des Produkts der klassischen Observablen mit einem neuen nicht-kommutativen Produkt – genannt Sternprodukt – geschieht eine Deformierung der Poisson-Klammern zu passenden Lie-Klammern und eine Quantisierung des klassischen Hamiltonischen System entsteht. Die Quantenzustände werden durch eine Quasi-Wahrscheinlichkeitsverteilung auf dem Phasenraum beschrieben.

## Vorgehen bei der ersten Quantisierung
Heisenberg und Schrödinger gehen davon aus, dass zunächst wie in der klassischen Physik die Hamiltonfunktion des Systems aufgestellt wird.

### Nach Schrödinger
Nach Schrödinger werden dann Energie und Impulse durch Operatoren ersetzt, die auf einem Hilbertraum definiert sind:
{\displaystyle E\rightarrow -{\frac {\hbar }{i}}{\frac {\partial }{\partial t}},\quad p_{x}\rightarrow {\frac {\hbar }{i}}{\frac {\partial }{\partial x}},} analog für y und z.
Es ergibt sich eine Differentialgleichung für einen zeitveränderlichen Zustandsvektor, in dieser Darstellung eine Wellengleichung für die Wellenfunktion. Die stationären Lösungen der Differentialgleichung, die man für konstante Randbedingungen erhält, haben diskrete Eigenwerte für die Energie und einige weitere mechanische Größen.
Aus der klassischen Hamiltonfunktion
{\displaystyle H={\frac {p^{2}}{2m}}+V(r)}
entsteht so die Schrödinger-Gleichung, aus einer relativistischen Hamiltonfunktion die Klein-Gordon-Gleichung für Bosonen oder die Dirac-Gleichung für Fermionen.

### Nach Heisenberg
Vielleicht noch weniger anschaulich, mathematisch aber äquivalent, ist das von Heisenberg eingeführte Vorgehen, die klassischen Größen Ort x und Impuls p als Matrizen ({\displaystyle \mathbf {x,\,p} }) aufzufassen, die bestimmte Vertauschungsrelationen erfüllen müssen:
{\displaystyle \mathbf {xp-px} =i\hbar .}